# The Angels
The Angels (Э́нджелз) — американская гёрл-группа. Наиболее известна по своему хиту номер 1 в США «My Boyfriend's Back».
В 2005 году была принята в Зал славы вокальных групп.

## Дискография
См. «The Angels § Discography» в английском разделе.